# Всходы (Смоленская область)

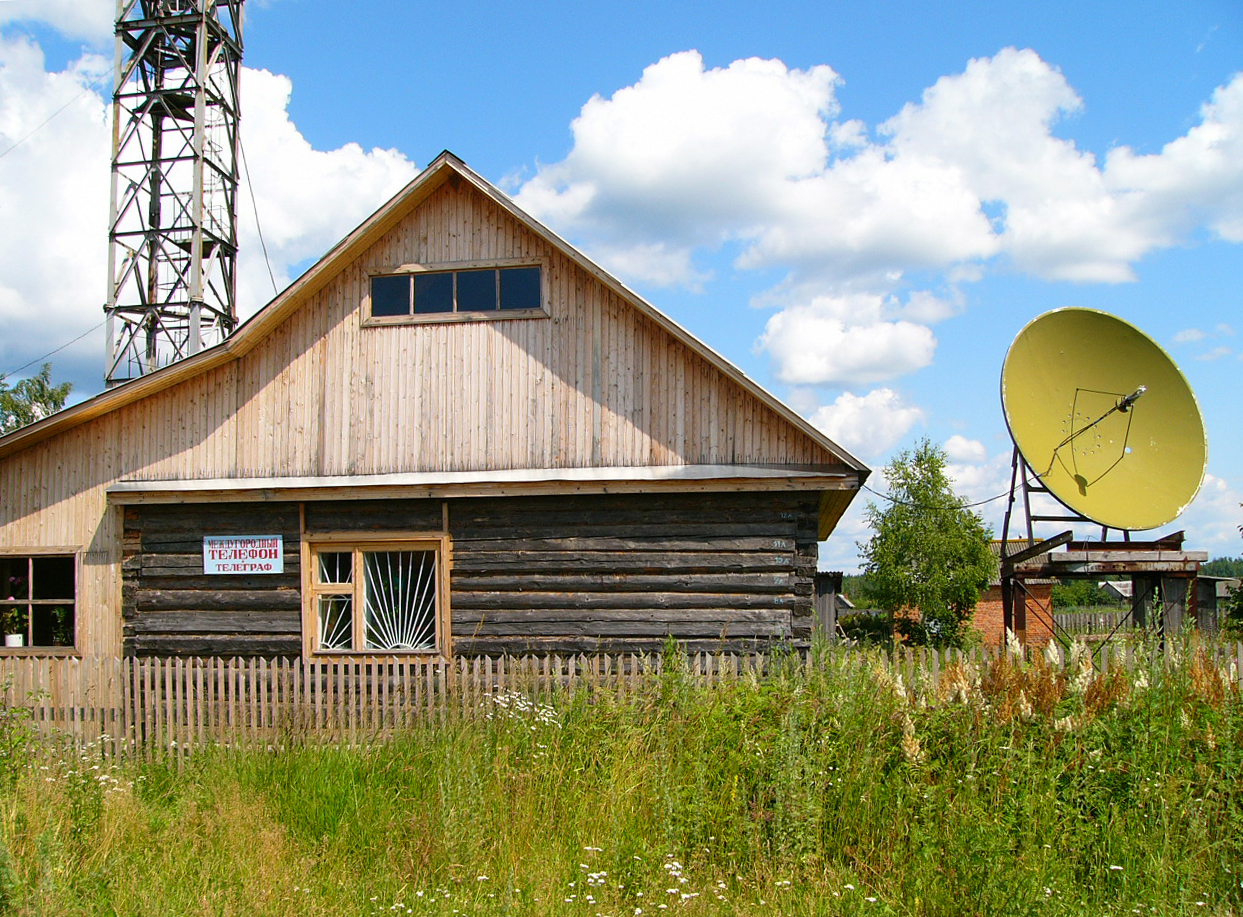
Узел связи села Всходы.

Всходы — село в Смоленской области России, в Угранском районе. Расположено в восточной части области в 19 км к юго-западу от районного центра, села Угра, на обоих берегах реки Угры, на автодороге Знаменка (Смоленская область) — Спас-Деменск.
Административный центр Всходского сельского поселения, объединяющего 14 населенных пунктов. Население — 765 жителей (2007 год). Летом в село приезжают сотни отдыхающих.

## История
По данным на 1859 год в селе проживало 102 человека (1 церковь, ярмарка), относилось к Ельнинскому уезду Смоленской губернии (на самой границе с Дорогобужским, Юхновским и Мосальским уездами).
До 1861 года владельческое село — 92 жителя, конный завод Лесли. В начале XX века (1904 год) — 91 житель, сельская школа, 2 ярмарки. В селе была земская и частная школа, кузница, проводились две ярмарки.
Во время Великой Отечественной войны село было практически уничтожено. С конца 1941 года на территории Всходского района действовал партизанский отряд «Северный медведь» под командованием О. С. Барского-Грачёва. Освобождено 17 марта 1943 года.
В 1929—1931 и 1935—1961 годах село было центром Всходского района.
После войны во Всходы проводится высоковольтная линия, создана племенная станция, открыта авиалиния Вязьма — Всходы, запущен в строй льнозавод, молокозавод, строятся социальные учреждения. До перестройки село являлось центром совхоза «Прогресс».

## Экономика и культура
- Средняя школа и интернат
- Дом культуры. Был построен в 1954 году на Государственную премию поэта М. В. Исаковского. На базе музея ежегодно проводится фестиваль народного творчества «Песня с песней говорит», собирающий участников из разных областей России и зарубежья.[2]
- Библиотека
- Церковь (создана в здании бывшего сельского магазина в начале 2000-х годов)
- Почта
- Интернат для престарелых (иногда называется больницей)
- Амбулатория
- Пожарная часть
- Лесничество
- Касса банка[3]
- Несколько магазинов

## Достопримечательности
- Скульптура на братской могиле 7500 воинов Советской Армии, погибших в 1941—1943 гг. В могиле захоронены Герой Советского Союза майор Л. Е. Новосельцев и генерал-майор авиации Н. И. Михайлов
- Музей песни «Катюша». Расположен в Доме культуры села (недалеко от деревни Глотовка — родины М. Исаковского).
- В З км от музея, на крутом берегу реки Угра размещена символическая композиция «Катюшин берег».